# Вечер шутов, или Серьёзно с приветом
«Вечер шутов, или Серьёзно с приветом» — российский художественный фильм режиссёра Лилии Трофимовой, лирическая новогодняя комедия для зрителей всех возрастов от кинокомпании «Вверх». В широкий кинопрокат фильм вышел 26 ноября 2020 года.

## Сюжет
Фильм рассказывает историю, произошедшую за день до Нового года — когда мы ожидаем исполнения желаний, даже не подозревая, что они могут исполниться. Эта картина о наших мечтах: у кого-то они были с самого детства, у кого-то появились совсем недавно, но… со временем они сменились прагматичными планами. Герои картины живут своей работой, своим бизнесом, не замечая ничего вокруг и даже того, как страдают те, кто их любит. Проживая этот день вместе с ними, зритель понимает, что никогда не поздно осуществить свои желания.
Бизнесмен и домохозяйка; таксист и мужененавистница; секретарша и барбершопер; режиссёр и простой воспитатель — у каждого свой Новый год. Для одних это приятная суета и возможность загадать сокровенное желание, для других — ежегодная традиция потешить себя и посмеяться над окружающими во время странного праздника «Вечер шутов», однако в этот раз смеяться будут другие…

## В ролях
| Актёры             | Роли                       |
| ------------------ | -------------------------- |
| Юлия Александрова  | Стелла                     |
| Сергей Колешня     | Апполинарий Жеребцов (Пол) |
| Кирилл Кяро        | Нетопырев                  |
| Григорий Сиятвинда | врач                       |
| Юрий Рязанов       | Николай Кошкин             |
| Дарья Егорова      | Надя                       |
| Алиса Гребенщикова | Зинаида                    |
| Роман Шумилов      | «Роман»                    |
| Сосо Павлиашвили   | Гиви Израилевич            |
| Арсений Сергеев    | Генрих                     |

## Критика
Фильм получил высокие оценки кинокритиков. На сайте IMDB фильму поставлена оценка 6.6 на основе 527 отзывов пользователей.
Константин Киценюк (kinoafisha.info)
«Фильм понравится тем, кто срочно нуждается в предновогодней инъекции, чтобы протянуть до праздника и сохранить веру в прекрасное. Здесь полно обыденных чудес, которые позволяют людям видеть только лучшее в этом мире. Осталось только сделать усилие и попытаться в это поверить.»

## Съёмочная группа
- Авторы сценария: Алексей Рымов, Вадим Тартаковский
- Режиссёр-постановщик: Лилия Трофимова
- Продюсеры: Юрий Рязанов, Сергей Колешня
- Оператор-постановщик: Сергей Приходько, Михаил Попов
- Креативный продюсер: Гульнара Муслимова
- Композитор: Дмитрий Жуков, Никита Новосельцев
- Линейный продюсер: Наталья Фомина
- Директор: Андрей Артамонов
- Художник по гриму: Анна Сороко
- Художник-постановщик: Александр Даниленко
- Художник по костюмам: Елена Петрунина
- Монтаж: Тимофей Колешня